# کنوپیکس
کنوپیکس (به آلمانی: Knoppix) یک توزیع زنده و قابل نصب از گنو/لینوکس برپایه دبیان است. این توزیع توسط فردی آلمانی به نام کلاوس کنوپر (به آلمانی: Klaus Knopper) ساخته شده‌است. این توزیع را می‌توانید از نو برای خودتان بسازید. (ویژگی Remastering)

## سخت‌افزار مورد نیاز برای اجرا
- سی‌پی‌یو اینتل یا سازگار با اینتل (i486 یا بالاتر)
- ۳۲ مگا بایت رم برای حالت خط فرمان و دستکم ۶۴ مگابایت رم برای حالت گرافیکی با ال‌اکس‌دی‌ای
- درایو سی‌دی‌رام یا فلاپی درایو
- کارت گرافیک svga یا سازگار
- موس و کی‌برد سریال یا ps/2 یا یواس‌بی

## محتویات
سی‌دی کنوپیکس شامل بیشتر از ۱۰۰۰ بسته و نسخه دی‌وی‌دی بیش از ۲۶۰۰ بسته‌است.

## ذخیره تغییرات در کنوپیکس
قبل از کنوپیکس نسخه ۳٫۸٫۲ هر گونه اسناد یا تنظیمات کاربر بعد از ری‌بوت سیستم از بین می‌رفت.
اما در نسخه‌های جدید کنوپیکس امکان ذخیره‌سازی تنظیمات و برنامه‌های کاربر در فایل به نام knopix.img وجود دارد. بعد از هر بوت کنوپیکس اطلاعات قبلی کاربر را از این فایل بازیابی می‌کند.
از نسخه ۳٫۸٫۱ کنوپیکس از فایل‌سیستم UnionFS پشتیبانی می‌کند. با استفاده از این قابلیت می‌توانید تغییرات داده شده در سیستم را ذخیره کنید و پس از آغاز به کار کنوپیکس این تغییرات در فایل‌سیستم اعمال می‌شود.